# Marolles (Loir-et-Cher)
Marolles – miejscowość i gmina we Francji, w Regionie Centralnym, w departamencie Loir-et-Cher.
Według danych na rok 1990 gminę zamieszkiwało 708 osób, a gęstość zaludnienia wynosiła 72 osoby/km² (wśród 1842 gmin Centre, Marolles plasuje się na 539. miejscu pod względem liczby ludności, natomiast pod względem powierzchni na miejscu 1155.).